# Georg Leonhard Zili
Georg Leonhard Zili; auch Georg Leonhard Zyli (* 18. Mai 1774 in St. Gallen; † 25. September 1860 ebenda) war ein Kaufmann und Bankier in St. Gallen.

## Leben
Georg Leonhard Zili war das älteste Kind von Hans Anton Zili (24. März 1747; † 10. Februar 1811), Kaufmann, Spediteur und 1770 Gemeindewachtmeister und dessen Ehefrau Maria Elisabeth (* 8. Juni 1749; † 22. Juni 1786), Tochter von Jakob Zollikofer; er hatte noch sieben Geschwister. Sein Grossvater war Caspar Zili (1717–1758), Spediteur und Begründer des Bankhauses Wegelin & Co. In zweiter Ehe war sein Vater mit Rosina (* 20. Oktober 1751 in St. Gallen; † 14. Juni 1821 ebenda), eine Tochter von Julius Hieronymus Zollikofer, Bürgermeister in St. Gallen, verheiratet.
Von 1791 bis 1793 absolvierte er eine Lehre als Kaufmann in Lyon und trat anschliessend in das Handlungshaus Leinentuchhandel und Speditionshandlung der Familie Zili ein, aus dem später die Privatbank Wegelin & Co. entstand, das er 1811 zusammen mit seinem Bruder Caspar (* 1783; † 1863) und Johann Caspar Schobinger, der die Witwe von Caspar Zili heiratete,  übernahm, so dass er als Bankier, Kaufmann und Spediteur tätig war. 1799 war er interimistischer Oberzahlmeister der helvetischen Armee.
Seit 1820 war er Mitglied und Kassierer des Kaufmännischen Direktoriums (älteste Handelskammer der Schweiz).
Von 1821 bis 1822 war er Richter-Vertreter und von 1823 bis 1839 Richter des Bezirksgerichts in St. Gallen.
Georg Leonhard Zili war seit 1798 mit Susanna, Tochter des Johannes Weber, Pfarrer, verheiratet.

## Mitgliedschaften
Ab 1819 entwickelte er als Mitglied der neu gegründeten Naturwissenschaftliche Gesellschaft eine rege Vortragstätigkeit.
1820 wurde er Mitglied der Schweizerischen Gemeinnützigen Gesellschaft.